# Fujitsu
Fujitsu Ltd. (富士通株式会社, Fujitsū Kabushikigaisha) é uma das maiores companhias japonesas de tecnologia da informação e comunicação especializada em semicondutores, computadores (supercomputadores, computadores pessoais, servidores), telecomunicações, software e serviços, estando sediada em Tóquio.

## História
A empresa foi estabelecida em 1935 com o nome Fuji Tsūshinki Seizō (富士通信機製造, Fuji Telecommunications Equipment Manufacturing), uma ramificação da Fuji Electric Company, esta um empreendimento em conjunto entre a Furukawa Electric Company e o conglomerado alemão Siemens. Apesar de suas ligações com o zaibatsu Furukawa, a Fujitsu escapou da ocupação do Japão pelos aliados praticamente ilesa.
Em 1954 produziu o primeiro computador do Japão, o FACOM 100, em 1955 fundou o time de futebol Kawasaki Frontale, em 1967 mudou o nome para Fujitsu, entre os anos de 1989 a 1997 produziu a asérie de computadores FM Towns, em 1999 formou junto com a Siemens a empresa Fujitsu Siemens Computers para a venda de computadores, a parceria durou até 2009.

## Produtos
A Fujitsu tem um portfolio de produtos muito vasto, muitos deles só existem no Japão. No entanto há produtos de software criados e desenvolvidos em Portugal:
- Fujitsu Smartdocs
- Fujitsu ISSXXI

### No Brasil
A Fujitsu do Brasil, atua no país com soluções em TI e Centro de Desenvolvimento Tecnológico na cidade de São Paulo desde 1972. Atualmente conta também com escritórios no Rio de Janeiro e em Brasília, além de ser a responsável pelas operações em Santiago (Chile), Buenos Aires (Argentina) e Bogotá (Colômbia). A empresa fornece serviços que englobam servidores, storage e redes para o seu datacenter dinâmico, scanners e soluções de segurança:
- Servidor de Missão Crítica: PRIMEQUEST
- Soluções de Armazenamento ETERNUS DX, ETERNUS CS e ETERNUS SF
- Soluções de Segurança (Biometria  e Reciclador de Notas )
- Softwares
- Scanners
- Soluções em Cloud e Big Data
- Application Services
- Managed Infrastructure
- Serviços de suporte a produtos